# 전부

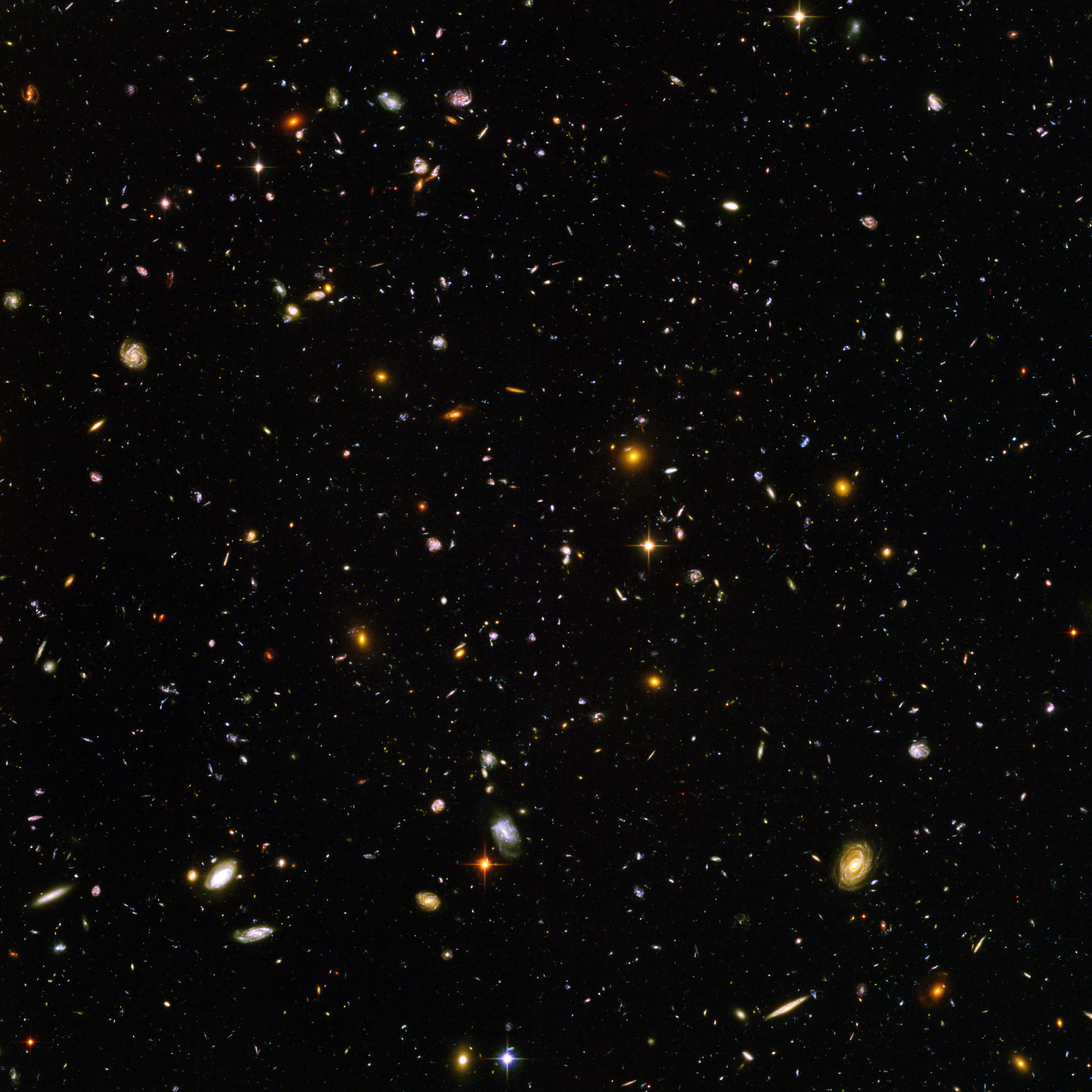
우주는 이론적으로 존재하는 전부이다 (먼 은하의 허블 울트라 딥 필드 사진)

전부 (全部)는 존재하는 모든 것이자, 무의 반대 또는 보완이다. 이는 어떤 주제와 관련된 것들의 총체이다. 명시적 또는 묵시적 제한 없이 무엇이든 가리킬 수 있다. 이론적인 우주론적 예측에 따르면 다중우주가 존재할 수 있지만 우주는 이론적으로 존재하는 전부이다. 이는 인간중심적 세계관, 또는 인간 경험, 역사 및 인간 조건 일반의 총체를 나타낼 수 있다. 모든 대상과 실재는 모든 물체와 경우에 따라 모든 추상 개체를 포함하여 전부의 일부이다.

## 같이 보기
- 알파와 오메가
- 트리비얼리즘, 모든 진술 (또는 모든 것)이 참이라는 논리 이론.
- 무언가 (개념)
- 무 (철학)
- 무한